# テイラー・フェザーストン
テイラー・ジョゼフ・フェザーストン（Taylor Joseph Featherston, 1989年10月8日 - ）は、アメリカ合衆国・テキサス州ヒューストン出身のプロ野球選手（内野手）。右投右打。現在は、フリーエージェント（FA）。

## 経歴

### プロ入りとロッキーズ傘下時代
2011年のMLBドラフト5巡目（全体168位）でコロラド・ロッキーズから指名され、6月30日に契約。同日に傘下のA-級トリシティ・ダストデビルズへ異動した。49試合に出場し、打率.231・2本塁打・20打点・39安打を記録した。
2012年4月4日にA級アッシュビル・ツーリスツへ昇格した。4月8日に故障者リスト入りしたが、最終的に105試合に出場し、打率.299・12本塁打・53打点・113安打を記録した。
2013年4月4日にA+級モデスト・ナッツへ昇格した。5月25日に故障者リスト入りし、6月1日に復帰した。最終的に116試合に出場し、打率.292・13本塁打・81打点・137安打を記録した。
2014年3月29日にAA級タルサ・ドリラーズへ異動した。同年は127試合に出場し、打率.260・16本塁打・57打点・129安打を記録した。

### エンゼルス時代
2014年12月11日にルール・ファイブ・ドラフトでシカゴ・カブスへ移籍した。同日中に金銭トレードで、ロサンゼルス・エンゼルス・オブ・アナハイムへ移籍した。
2015年4月12日のカンザスシティ・ロイヤルズ戦で、メジャーデビューを果たした。8月16日に上背の負傷で故障者リスト入りした。23日にリハビリのため、傘下のAAA級ソルトレイク・ビーズへ異動した。9月1日に復帰した。この年は内野のスーパーサブとして起用され、メジャー1年目から101試合に出場し、打率.162・2本塁打・9打点という成績を残した。守備では三塁手を39試合、二塁手を33試合、遊撃手を22試合で守り、全ポジションでプラスのDRSを記録して安定感を見せた。
2016年2月5日にクリスチャン・フリードリックの加入に伴ってDFAとなった。

### フィリーズ時代
2016年2月10日に後日発表選手とのトレードで、フィラデルフィア・フィリーズへ移籍した。9月10日にDFAとなり、12日に40人枠を外れる形で傘下のAAA級リーハイバレー・アイアンピッグスへ配属された。

### レイズ時代
2017年6月9日に金銭トレードで、タンパベイ・レイズへ移籍し、即日でアクティブ・ロースター入りした。8月28日にDFAとなり、30日にマイナー契約で傘下のAAA級ダーラム・ブルズへ配属された。レギュラーシーズン終了後の10月2日にFAとなった。

### ツインズ傘下時代
2017年12月15日にミネソタ・ツインズとマイナー契約を結んだ。2018年6月18日に自由契約となった。

### 独立リーグ時代
2018年6月25日にアメリカン・アソシエーションのカンザスシティ・ティーボーンズと契約した。

### レッズ傘下時代
2018年7月25日にシンシナティ・レッズとマイナー契約を結んだ。オフの11月2日にFAとなった。

### ロイヤルズ傘下時代
2019年1月3日にカンザスシティ・ロイヤルズとマイナー契約を結んだ。この年もメジャー昇格の機会はなく、オフの11月4日にFAとなった。

### マリナーズ傘下時代
2020年と2021年は無所属だった。
2022年4月3日にシアトル・マリナーズとマイナー契約を結び、3シーズンぶりに球界に復帰したが、公式戦に出場することなく、オフの11月10日にFAとなった。

## 詳細情報

### 年度別打撃成績
| 年 度    | 球 団    | 試 合 | 打 席 | 打 数 | 得 点 | 安 打 | 二 塁 打 | 三 塁 打 | 本 塁 打 | 塁 打 | 打 点 | 盗 塁 | 盗 塁 死 | 犠 打 | 犠 飛 | 四 球 | 敬 遠 | 死 球 | 三 振 | 併 殺 打 | 打 率 | 出 塁 率 | 長 打 率 | O P S |
| -------- | -------- | ----- | ----- | ----- | ----- | ----- | -------- | -------- | -------- | ----- | ----- | ----- | -------- | ----- | ----- | ----- | ----- | ----- | ----- | -------- | ----- | -------- | -------- | ----- |
| 2015     | LAA      | 101   | 169   | 154   | 23    | 25    | 5        | 1        | 2        | 38    | 9     | 4     | 2        | 4     | 1     | 7     | 0     | 3     | 46    | 3        | .162  | .212     | .247     | .459  |
| 2016     | PHI      | 19    | 28    | 26    | 2     | 3     | 1        | 0        | 0        | 4     | 1     | 2     | 0        | 0     | 0     | 2     | 0     | 0     | 11    | 0        | .115  | .179     | .154     | .332  |
| 2017     | TB       | 17    | 47    | 39    | 6     | 7     | 1        | 0        | 2        | 14    | 6     | 1     | 0        | 0     | 2     | 5     | 0     | 1     | 15    | 1        | .179  | .277     | .359     | .636  |
| MLB：3年 | MLB：3年 | 137   | 244   | 219   | 33    | 27    | 5        | 1        | 4        | 56    | 16    | 7     | 2        | 4     | 3     | 14    | 0     | 4     | 72    | 4        | .160  | .221     | .256     | .477  |

- 2017年度シーズン終了時

### 背番号
- 8（2015年）
- 21（2016年 - 2017年途中）
- 17（2017年途中 - 同年終了）